# 大韩统义府
大韩统义府（韩语：／），初称大韩统军府，是一个朝鲜独立运动团体。1922年2月，在南满活动的西路军政署、光復軍總營、光韓團、光正團、韓僑公會、義成團等团体在桓仁县合并为大韩统军府。同年8月23日，在大韩统军府的基础上，联合散布各地的其他抗日团体，扩展为大韩统义府，成为南满第一个统一的独立军组织，并在“大同团结”的旗帜下复兴了处于停滞状态的独立军活动，更加有效地开展反日独立运动。成立初期，大韩统义府总部设在桓仁县马圈子，后迁至宽甸县下漏河。大韩统义府实行总长制，在总长之下设立了民事、交涉、军事、法务、财务、学务、实业、劝业、交通、参谋等10个部门，并在各部门下设立了部监和局。此外，还设有秘书课、查判所、检务局，从而成为兼具民政和军政功能的军政府。大韩统义府在南满开展了包括教育和产业振兴在内的自治活动，以及各种武装斗争活动。由于加盟组织背景各异，大韩统义府很快便分崩离析，分裂为义军府、正义府和参议府，最终于1924年11月彻底瓦解。